# ناصر زکری
ناصر زکری (انگلیسی: Nacer Zekri؛ زادهٔ ۳ اوت ۱۹۷۱) بازیکن فوتبال اهل الجزایر بود.
از باشگاه‌هایی که در آن بازی کرده‌است می‌توان به باشگاه فوتبال مولودیه الجزایر اشاره کرد.
وی همچنین در تیم ملی فوتبال الجزایر بازی کرده‌است.